# F-82 (航空機)
P-82 / F-82 ツインマスタング
飛行するF-82E-NA 46-294号機(手前)、46-296号機
(第27戦闘飛行隊所属、1948年撮影)
- 用途：護衛戦闘機、夜間戦闘機
- 分類：戦闘機
- 設計者：エドガー・シュミュード
- 製造者：ノースアメリカン・エイヴィエーション
- 運用者： アメリカ空軍
- 初飛行：1945年6月15日[1]
- 生産数：272機
- 運用開始：1946年
- 退役：1953年
- 運用状況：退役
- ユニットコスト：215,154米ドル
- 原型機：P-51 マスタング

P-82 ツインマスタング（North American P-82 Twin Mustang ）は、アメリカ合衆国のノースアメリカンが開発しアメリカ空軍に運用されたレシプロ双発複座戦闘機である。
愛称の「ツインマスタング (Twin Mustang)」は2つのマスタングの意である。1947年の命名規則変更によってF-82に改称された。愛称は原型のP-51と同様に日本語で「ツインムスタング」と表記することもあるが、この項では「ツインマスタング」とする。

## 概要
第二次世界大戦中にアメリカ陸軍航空軍は、爆撃機護衛用の長距離戦闘機を求めていた。当時、長距離護衛戦闘機の主力だったP-38ライトニング、P-47サンダーボルト、P-51マスタングなどは単座機であり、ドイツ・日本本土爆撃などの長距離任務の際、パイロットは長時間に渡り一人で操縦し続けなければならなかった。そこで、パイロットの負担が少なくて済むように、交代で操縦できる複座戦闘機の開発が要求された。これを受けノースアメリカン社は、2機のP-51を連結した双胴式戦闘機（社内モデル呼称NA-120）をP-82として開発することとなった。
陸軍航空軍から3機の試作機発注が1944年1月7日に行われ、3月には量産型P-82Bが500機発注された。その後、日本の降伏に伴い発注は20機に激減した。さらに一転し、軍は100機注文を出す。
基本的にはP-51Fの主翼および水平尾翼どうしを連結し、レシプロ双発エンジン、コックピットは二ヶ所としたものである。ただし、全長が伸びており、翼なども結局再設計が必要となった。プロペラは左右で逆回転であり、トルクを打ち消すようになっている。試作段階でのエンジンはパッカード・マーリンV1650が搭載され、左側のエンジンは逆回転用にギアが一つ多くつけられていた。武装の機銃6丁は内翼に装備され外翼には機銃は設置されていない。また、パイロットが交代で操縦することができる。機体が大型になったものの、P-51に劣らぬ性能を発揮した。エンジンは後にライセンス料の値上げの影響により変更となり、量産機ではアリソンV1710が搭載された。このため試作機より量産機のほうが最高速度性能は低い。
試作機であるXP-82は1945年4月15日に初飛行している。部隊配備は戦後であり、長距離戦闘機型P-82Eは1948年より部隊配備されている。このほか、旧式化したP-61戦闘機の後継として、夜間戦闘機型が1948年から配備されることになった。結果的にはジェット戦闘機が長距離戦闘や夜間（全天候）戦闘を行えるようになるまでのギャップを埋めたレシプロ戦闘機として、朝鮮戦争でF-86セイバーなどのジェット機が活用できない状況で用いられた。
夜間戦闘機型では、右側の操縦席をレーダー手席に改造し、中央部主翼の下に増槽型のレーダーユニットを搭載した。このユニットは胴体着陸時などに投下可能なよう、取り外し式であったため、高G機動時などで落下してしまうことがあった。
1947年3月28日、「ベティ・ジョー(Betty Jo、44-65168号機)」と名付けられたP-82Bがホノルル - ニューヨーク間8,129 kmの無着陸飛行に挑戦し、14時間32分かけてこれを成し遂げた。この記録は現在に至るまで、レシプロ戦闘機による無給油での最長飛行記録であり、新規のレシプロ戦闘機が開発されることがない以上、今後破られることはないと考えられる。

## 各型
XP-82

試作機。V-1650エンジン使用。2機製造。
XP-82A
試作機。XP-82の改良型。V-1710エンジン使用。1機製造。
P-82B

初期量産型。戦争の終結に伴い、主に試験目的に使用。20機製造。
P-82C

夜間戦闘機型の試験機。P-82B(44-65169)を改造。
P-82D

C型と異なるレーダーを装備した夜間戦闘機型の試験機。P-82B(44-65170)を改造。
P-82E

長距離戦闘機の量産型。1946年発注。100機製造。
P-82F

夜間戦闘機型の量産型（ゼネラル・エレクトリック社製AN/APG28レーダー搭載）。1946年発注。100機製造。
P-82G

夜間戦闘機型の量産型（ウェスタン・エレクトリック社製SCR-720C18レーダー搭載）。1946年発注。50機製造。
F-82H

F型およびG型の寒冷地向け仕様。F型やG型より50機改造。

## 登場作品

### ゲーム
『鋼鉄の咆哮 ウォーシップコマンダー』
アメリカ型の航空機として登場。
『War Thunder』
プレイヤーが操縦する機体として、アメリカの通常ツリーにF-82Eが登場。

### アニメ・漫画
『SPY×FAMILY』
SPY×FAMILY Season2のOPに酷似した機体が登場。
『こちら葛飾区亀有公園前派出所』
特殊刑事課のムスタング刑事がP-51、B-25と共に使用。特殊車両にワイヤーで吊り下げた機体に搭乗するも、フォード・マスタングと衝突、主翼中央部から真っ二つに割れてしまう。

### 小説
『ツイン・ムスタング出撃せよ』
ブライアン・ケラハーの小説。朝鮮戦争に参戦した偵察F-82の活躍を描いた航空冒険小説。

## 諸元

朝鮮戦争中の1950年11月、板付基地（現・福岡空港）から発進しようとする第68全天候戦闘迎撃飛行隊所属のF-82G-NA 46-357号機のパイロット、ジョニー・ゴスネル大尉を彼の家族が見送っている様子。妻が大尉に向かって敬礼し、大尉は家族に手を振っている。

| 制式名称     | XP-82                                                                       | F-82G                                                                               |
| ------------ | --------------------------------------------------------------------------- | ----------------------------------------------------------------------------------- |
| 全幅         | 15.62m                                                                      | 15.62m                                                                              |
| 全長         | 11.61m                                                                      | 12.93m                                                                              |
| 全高         | 4.17m                                                                       | 4.22m                                                                               |
| 翼面積       | 37.9m2                                                                      | 37.9m2                                                                              |
| 翼面荷重     | 296.8kg/m2                                                                  | 306.3kg/m2                                                                          |
| 自重         | 6,080kg                                                                     | 7,256kg                                                                             |
| 正規全備重量 | 11,249kg                                                                    | 11,608kg                                                                            |
| 発動機       | パッカード マーリン266エンジン V-1650-23/25（離昇1,380馬力）2基             | アリソン V-1710-143/145（離昇1,600馬力）2基                                         |
| 最高速度     | （不詳）                                                                    | 742km/h（高度6,400m）                                                               |
| 航続距離     | 3,540km                                                                     | 3,605km（落下式増槽装備時）                                                         |
| 武装         | 内翼 ブラウニング M3 12.7mm機関砲6門（携行弾数各発） 翼下 127mmロケット25発 | 内翼 ブラウニング M3 12.7mm機関砲6門（携行弾数各発） 翼下 127mm無誘導ロケット弾25発 |
| 爆装         | 450kg爆弾4発または900kg爆弾2発                                              | 450kg爆弾4発                                                                        |
| 生産数       | 2機                                                                         | 59機(うちP-82Bより9機改造)                                                          |

## 現存する機体
| 型名               | 番号                      | 機体写真 | 国名                  | 所有者                                           | 公開状況 | 状態     | 備考 |
| ------------------ | ------------------------- | -------- | --------------------- | ------------------------------------------------ | -------- | -------- | --- |
| XP-82-NA           | 44-83887 120-43743        |          | アメリカ ジョージア州 | ヴァリアント航空軍団株式会社ウォーバード博物館   | 公開     | 飛行可能 | 長らくウォルター・ソプラタ氏 (Walter Soplata)のコレクションであったが、トム・レイリー氏が購入し修復した。現在販売に出されているが、買い手がつくまで左記の博物館に展示されているようだ。 |
| P-82B-NA           | 44-65162 123-43748        |          | アメリカ オハイオ州   | 国立アメリカ空軍博物館                           | 公開     | 静態展示 | F-82Gとして展示されている。修復中の様子 |
| P-82B-NA           | 44-65168 123-43754        |          | アメリカ オハイオ州   | 国立アメリカ空軍博物館                           | 公開     | 静態展示 | [ 9 ] |
| F-82E-NA EF-82E-NA | 46-0256 NACA133 144-38142 | [ 10 ]   | アメリカ ミネソタ州   | C&P航空サーヴィス社 (C&P Aviation Services Inc.) | 非公開   | 修復中   | [ 11 ] |
| F-82E-NA           | 46-0262 144-38148         |          | アメリカ テキサス州   | アメリカ空軍航空兵遺産博物館                     | 公開     | 静態展示 | [ 13 ] |